# Hairspray Live!
Hairspray Live! è un film TV del 2016 diretto da Kenny Leon  con protagonisti Maddie Baillio, Harvey Fierstein, Jennifer Hudson e Ariana Grande. Il film è andato in onda su NBC.

## Produzione

### Concezione
Il film è pensato come un remake di Hairspray - Grasso è bello.

### Casting
Il film presenta nomi molto noti nel mondo del cinema e della televisione come gli attori Harvey Fierstein, Jennifer Hudson, Kristin Chenoweth, Garrett Clayton e le attrici e cantanti Dove Cameron, Jennifer Hudson e Ariana Grande.